# 安德顿升船机
安德顿升船机位于英国柴郡安德顿，连接低处的威弗河与高出15米的特伦特-默西运河。作为世界首座取得商业成功的升船机，它于1976年获英格兰历史遗产保护局列入在册古迹。
安德顿升船机经历了三代变迁，最初建于1875年。威弗河横穿柴郡中心，曾是食盐贸易的重要通道。为了节约运输时间，威弗河航运信托（Weaver Navigation Trustees）计划通过一系列船闸将其与邻近的特伦特-默西运河相连，但由于空间有限、运河水量不足等原因，这一方案未能实施。作为替代，时任该信托工程师爱德华·利德·威廉姆斯提出使用一套液压机械来在两条水道之间垂直运送船只。威廉姆斯随后咨询专精于液压结构的埃德温·克拉克，克拉克构想的升船机包含左右两座水槽，分别置于杆上，插入地下的液压缸。经过设计，在高处与运河联通时会有5英尺（1.5）深的水进入水槽，在低处与威弗河联通时水位则只会有4英尺6英寸（1.37）深。两座水槽因此能够自然地因重力交换位置，每次运作只需八分钟，以水槽中6英寸深的水从运河中落入威弗河作为代价，相较船闸使用的水量更少，船只通行的速度也更快。
以液压系统驱动的升船机运行了三十余年，期间其运送的货物总量达到约五百万吨。然而，由于原始设计中使用的液压液为运河中的河水，而运河边盐厂和化工厂林立，河水长期受到污染，液压系统也逐渐遭到腐蚀，维护愈发困难。安德顿升船机于1906年至1908年间重建，两座水槽改为使用绳索悬挂于顶端新设置的滑轮上，由电动机来抬升和放下水槽。
随着其他货运方式的发展，水道承载的货运量开始下降，升船机逐渐变为由休闲船只所使用，至1980年代初再次因结构腐蚀而关闭。在获得国家彩票遗产基金等机构的拨款后，升船机的翻新工程于2000年展开。考虑到古旧的金属框架可能无法再承担水槽的重量，接管升船机的英国水道公司决定恢复1875年的原始设计，重新在水槽下方设置液压设备，但加入了自动控制系统并以矿物油而非河水作为液压液。源自1908年工程的外围机械结构则经过翻新后继续保留。安德顿升船机随后于2002年3月重新开放。